# Georges Gramme
Georges Nicolas Joseph Gramme (* 22. Februar 1926 in Battice; † 7. Februar 1985 in Beʾer Scheva, Israel) war ein belgischer Politiker der Parti social chrétien (PSC).

## Leben
Nach dem Abitur am Collège royal Marie-Thérèse in Herve studierte Georges Gramme Mathematik am Collège Saint-Servais in Lüttich und übernahm wenig später den Druckereibetrieb seines plötzlich verstorbenen Vaters. Während des Zweiten Weltkrieges war er als Widerstandskämpfer aktiv.
Gramme war von 1953 bis 1976 Mitglied des Gemeinderates und von 1959 bis 1976 Bürgermeister seiner Heimatgemeinde Battice und nach der Gemeindefusion von 1977 bis zu seinem Tod Mitglied des Stadtrates und Bürgermeister der Stadt Herve. 1971 wurde er erstmals für den Bezirk Verviers in den belgischen Senat gewählt, dem er ohne Unterbrechung bis 1985 angehörte, von 1977 bis 1978 sowie von 1980 bis 1985 als stellvertretender Vorsitzender. Des Weiteren war er von 1980 bis 1985 Mitglied des Wallonischen Parlamentes.
Zwischen den Amtszeiten von Charles-Ferdinand Nothomb war Gramme von Juli bis Dezember 1974 sowie von Oktober 1976 bis Oktober 1977 kommissarischer Vorsitzender der christlich-sozialen Partei PSC, die 2002 in centre démocrate Humaniste (cdH) umbenannt wurde. Im Mai 1977 gehörte er zu den Unterzeichnern des Egmont-Paktes, einer zwischen Flamen, Wallonen und Brüsselern getroffenen Vereinbarung, die zusammen mit dem Stuyvenberg-Abkommen von 1978 eine Staatsreform Belgiens vorsah. Der Gemeinschaftspakt wurde jedoch nicht umgesetzt und führte im Oktober 1978 zum Rücktritt von Premierminister Leo Tindemans.
Vom 3. April 1979 bis zum 16. Januar 1980 amtierte Gramme als belgischer Innenminister und Minister für institutionelle Reformen und vom 23. Januar bis zum 18. Mai 1980 als Wissenschaftsminister in den von Premierminister Wilfried Martens geführten Kabinetten. 1985 starb er während eines Staatsbesuchs in Israel.